# هيئة الضرائب
هيئة الضرائب أو خدمة الإيرادات أو وكالة الإيرادات (بالإنجليزية: Revenue service)‏، هي مؤسسة حكومية، مسؤولة عن تحصيل الإيرادات الحكومية، بما في ذلك الضرائب، والإيرادات غير الضريبية في بعض الأحيان.
اعتمادًا على الولاية القضائية، قد يتم تكليف خدمات الإيرادات، بتحصيل الضرائب، أو التحقيق في التهرب الضريبي، أو إجراء عمليات التدقيق.
في بعض الحالات، يقومون أيضًا بإدارة مدفوعات لأفراد معينين ذوي صلة (مثل أجر المرض القانوني، ودفع الأمومة القانوني) بالإضافة إلى الدعم المالي المستهدف (الرعاية الاجتماعية) للعائلات والأفراد (من خلال دفع الإعفاءات الضريبية، أو مدفوعات التحويل).
عادة ما يتم تسمية الرئيس التنفيذي لهيئة الضرائب، كمفوض أو وزير أو سكرتير أو مدير.